# ファインコラボレート研究所
株式会社ファインコラボレート研究所（ふぁいんこらぼれーとけんきゅうじょ）は、東京都港区に本社を置く一級建築士事務所・建設コンサルタント。地方自治体が所有する施設の更新投資が捻出できないという問題が表面化して以降、『藤沢市公共施設マネジメント白書』をはじめとして受注を伸ばす。

## 役員
- 代表取締役‐望月伸一